# Phelsuma modesta
Phelsuma modesta là một loài thằn lằn trong họ Gekkonidae. Loài này được Mertens mô tả khoa học đầu tiên năm 1970.

## Hình ảnh

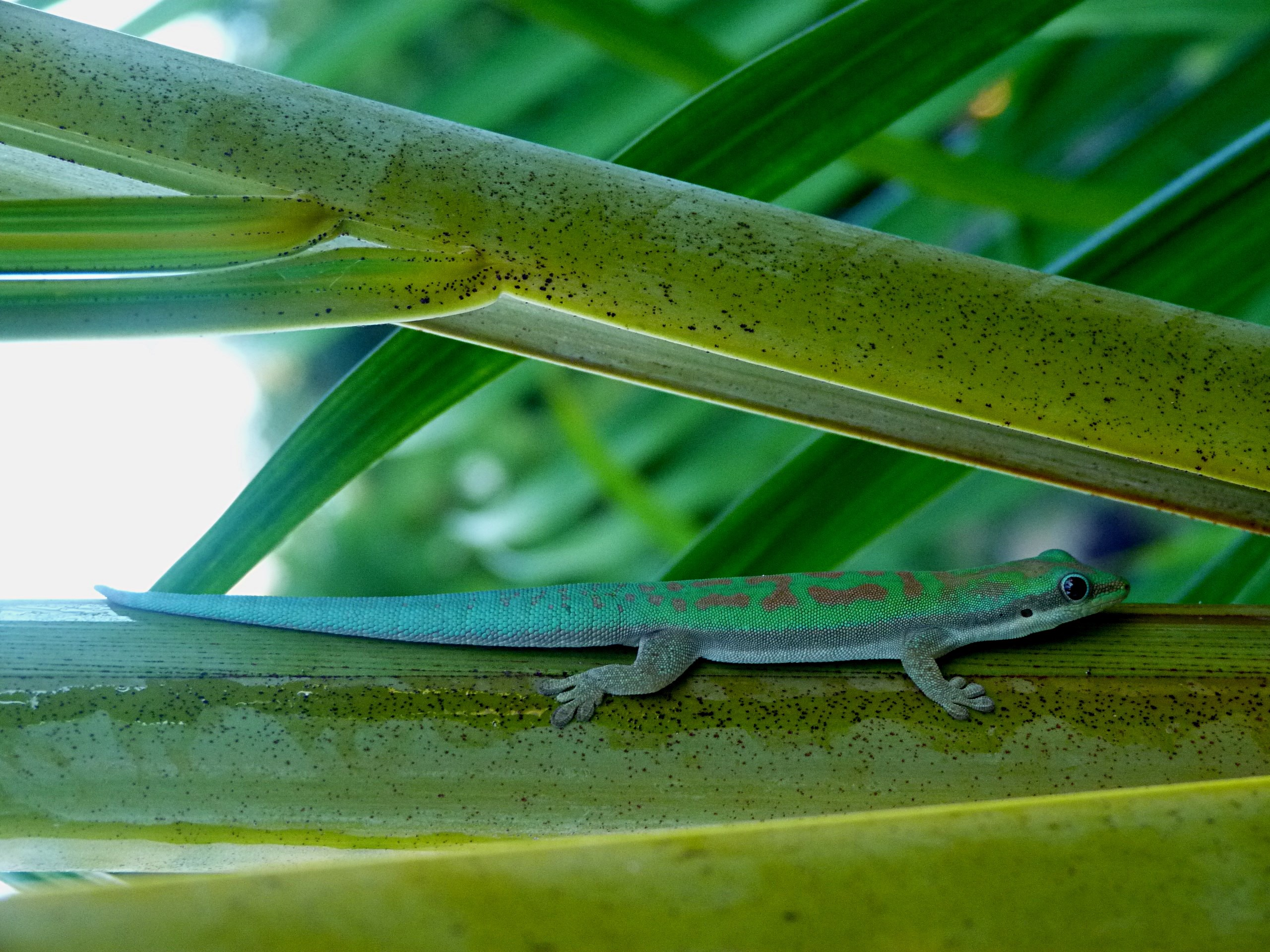